# Мойжес Ізраїль Соломонович
Ізраїль Соломонович Мойжес (19 лютого 1933, Київ, УРСР, СРСР) — радянський і український звукооператор.

## Біографія
Народився 19 лютого 1933 року у Києві.
У 1952 році закінчив Київський кінотехнікум. У 1964 році закінчив Ленінградський інститут кіноінженерів.
Був звукооператором кіностудій «Київнаукфільм», «Укранімафільм» і студії «Борисфен».
Член Національної Національної спілки кінематографістів України.

## Фільмографія
Звукооператор мультфільмів:
- «Камінь на дорозі» (1968)
- «Музичні малюнки» (1968)
- «Пригоди козака Енея» (1969)
- «Каченя Тім» (1970)
- «Чарівні окуляри» (1970)
- «Чарівник Ох» (1971)
- «Де ти, Блакитна Попелюшко?..»/(рос.)«Где ты, Голубая Золушка?..» (1971, к/м фільм/мультфільм; реж. В. Хмельницький)
- «Моя хата скраю»
- «Створення мікросвіту»
- «Сказання про Ігорів похід» (1972)
- «Веселе курча», «Чому в ялинки колючі хвоїнки», «Як козаки наречених визволяли» (1973)
- «Хлопчик з вуздечкою», «Легенда про ялинку» (1974)
- «У світі пернатих», «Що на що схоже», «Вересовий мед» (1974)
- «Пригоди малюка Гіпопо» (1974)
- «Салют» (1975)
- «Як годували ведмежа», «Як чоловіки жінок провчили», «Музичні казки» (1976)
- «Чому у віслюка довгі вуха», «Казка про Чугайстра», «Нічні капітани» (1978)
- «Як несли стіл», «Люлька миру», «Грицькові книжки» (1979)
- «Пиріг зі сміяницею» (1980)
- «Одного разу я прийшов додому» (1980)
- «Сонячний коровай», «Партизанська снігуронька», «Аліса в Країні чудес» (1981)
- «Аліса в Задзеркаллі», «Плутанина», «Дощику, дощику, припусти!», «Дуже давня казка» (1982)
- «Як було написано першого листа», «Як Петрик П'яточкін слоників рахував» (1984)
- «Ладоньки, ладоньки», «Відчайдушний кіт Васька», «Іванко та воронячий цар» (1985)
- «Про бегемота на ім'я Ну-й-нехай», «Знахідка», «Різнокольорова історія» (1986)
- «Велика подорож», «Кам'яний вік», «Чудасія» (1987)
- «Дострибни до хмаринки» (1988)
- «Смерть чиновника» (1988)
- «Мозаїка. Інструкція до гри» (1989)
- «Осінній вальс» (1989)
- «Останній бій» (1989)
- «Пристрасті-мордасті» (1990)
- «Безтолковий вомбат» (1990)
- «Капітан Туссі» (1991)
- «Було скучно...» (1991)
- «Богданчик і барабан» (1992)
- «Клініка» (1993)
- «Дев'ять з половиною хвилин» (1993)
- «Команда Діг» (1993—1995)
- «Муві-няня» (1993—1996)

Звукооператор документальних фільмів:
- «Тарас Шевченко. Спадщина» (1994, док. фільм, реж. Л. Анічкін)
- «Тарас Шевченко. Надії» (1995, док. фільм, реж. Л. Анічкін)